# Візон
Візон (Neovison) — рід американських тхорів з родини Мустелові (Mustelidae) (ряд хижих). Новолатинське слово vison має непевне походження, але скоріш за все, походить від швед. vison, що значить «свого роду ласка (чи горностай)».

## Історія таксономії
До 2000 р. включали у склад роду Mustela як його окремий підрід. При обліках мисливської фауни (в Україні) візонів нерідко плутали з аборигенними норками, через що адвентивний вид називали «норка американська» або «тхір американський», а в «2тп-мисливство» у статистичній звітності обидва ці види записували під спільною назвою «норка вільна».

## Склад роду
Рід включає два види:
- візон великозубий (Neovison macrodon)
- візон звичайний (Neovison vison) (підвиди vison, aestuarina, aniakensis, energumenos, evagor, evergladensis, ingens, lacustris, letifera, lowii, lutensis, melampeplus, mink, nesolestes, vulgivaga).

## Візон в Україні
В Україні широко поширений вид візон річковий (Neovison vison), відомий ще як «норка американська» (див.: норка). Основна популяція цього виду сформувалася в Україні завдяки численним випадкам втеч тварин зі звірогосподарств, в яких їх розводили заради хутра. Тепер це один з відносно найчисельніших видів «тхорів» в Україні.